# Woodichthys
Woodichthys è un genere estinto di pesci ossei appartenente agli attinotterigi, vissuto nel Carbonifero inferiore (Namuriano) e i cui resti fossili sono stati ritrovati in Scozia. L'unica specie nota è Woodichthys bearsdeni.

## Descrizione
Woodichthys si caratterizza per una morfologia cranica dettagliata e ben conservata, con particolare enfasi sulla struttura del neurocranio. Il cranio era appiattito ma ricco di dettagli anatomici, permettendo un'analisi approfondita dei canali cranici laterali, del labirinto otico e della parete postorbitale.
Le affinità anatomiche di Woodichthys lo avvicinano a generi devoniani come Moythomasia e Kentuckia. In particolare, molti caratteri condivisi riguardano le prime fasi dell'evoluzione del miodomo posteriore, tra cui nuove strutture a livello del basisfenoide e della parete postorbitale.

## Importanza paleontologica
L'analisi comparativa tra il neurocranio di Woodichthys e quello di altri attinotterigi paleozoici, come Pteronisculus magnus, ha fornito informazioni sulla morfologia del labirinto otico e sulla funzione dei canali cranici laterali. È stato escluso che tali strutture fossero legate all'alloggiamento di organi emopoietici, suggerendo piuttosto un ruolo evolutivo legato al sistema sensoriale o muscolare.

## Classificazione
Woodichthys bearsdeni venne descritto per la prima volta da Coates nel 1998, sulla base di resti fossili ritrovati nella Formazione di Manse Burn nei pressi di Bearsden, Glasgow, in Scozia. I fossili risalgono al Namuriano basale del Carbonifero (circa 326 milioni di anni fa). Questo sito è noto per la presenza di numerosi fossili eccezionalmente conservati, che hanno fornito importanti dati anatomici sugli attinopterigi primitivi. Lo stesso sito ha restituito anche esemplari del genere affine Melanecta, coevo a Woodichthys ma differente per morfologia generale e caratteristiche degli otoliti.
La presenza in Woodichthys di caratteri condivisi con Moythomasia durgaringa rafforza l’ipotesi di una posizione filogenetica vicina all’origine degli attinotterigi moderni, anche se il genere non gode di un'alcassificazione chiara ed è considerato un attinotterigio incertae sedis.